# S'jemi më atje
"S'jemi më atje" är en låt på albanska framförd av Kejsi Tola. Med låten ställde hon upp i Festivali i Këngës 51, Albaniens uttagning till Eurovision Song Contest 2013. Låten var Tolas fjärde bidrag i Festivali i Këngës, som hon vunnit en gång tidigare, år 2008. Låten är både skriven och komponerad av Sokol Marsi, som bland annat var med och gjorde Albaniens bidrag i Eurovision Song Contest 2011, "Feel the Passion". Med låten deltog Tola i Festivali i Këngës 51:s första semifinal, med startnummer 3, efter Rosela Gjylbegu och före Vesa Luma. Hon lyckades ta sig till finalen. Detta innebär att hon tog sig till final för första gången sedan tävlingen år 2009, eftersom hon år 2010 slogs ut i semifinalen med låten "Pranë". Låten vann dock inte.